# Dardanus (Sacchini)
Dardanus ("Dárdano") es una tragédie lyrique en cuatro actos (más tarde revisada en una versión en tres actos) con música de Antonio Sacchini. Se estrenó en Versalles el 18 de septiembre de 1784, y posteriormente en la Ópera de París el 30 de noviembre de ese mismo año. El libreto en francés fue adaptado por Nicolas-François Guillard a partir del de Charles-Antoine Leclerc de La Bruère, que ya había sido musicado por Jean-Philippe Rameau en su anterior ópera del mismo nombre.

## Personajes
| Personaje                                                                                                 | Tesitura      | Reparto del estreno, 18 de septiembre de 1784 ante los soberanos franceses, Luis XVI y María Antonia (Director: ) |
| --- | ------------- | --- |
| Iphise | soprano       | Marie Thérèse Maillard                                                                                            |
| Dardanus                                                                                                  | tenor         | Étienne Lainez |
| Arcas | haute-contre  | Dufrenaye (también escrito Dufresnay)                                                                             |
| Anténor                                                                                                   | taille        | François Lays |
| Teucer | bajo-barítono | Henri Larrivée |
| Isménor                                                                                                   | bajo-barítono | Augustin-Athanase Chéron                                                                                          |
| Un oficial de palacio                                                                                     | bajo-barítono | Jean-Pierre Moreau                                                                                                |
| Dos corifeos                                                                                              | sopranos      | Anne-Marie-Jeanne Gavaudan, ainée/Adealaïde Gavaudan, cadette                                                     |
| Dos confidentes                                                                                           | sopranos      | Girardin/Aurore (cantantes de coro)                                                                               |
| Guerreros, magos, sílfides, espíritus: coro                                                               |               | |
| Ballet bailarinas: Marie-Madeleine Guimard, Victoire Saulnier; bailarines: Pierre Gardel, Auguste Vestris |               | |